# Gerardo Lebredo Zarragoitia
Gerardo Lebredo Zarragoitia (La Habana, 3 de agosto de 1950) es un Maestro Internacional de ajedrez y entrenador cubano.

## Resultados destacados en competición
Ganó una vez del Campeonato de Cuba de ajedrez, en 1977 empatado con los jugadores Jesús Nogueiras y José Luis Vilela.
Participó representando a Cuba en dos Olimpíadas de ajedrez en 1970 y 1978.

## Resultados destacados como entrenador
Sus principales logros como entrenador han sido:
- Campeonato Mundial de Cadetes en Francia en 1984.
- Campeonato Mundial Juvenil Femenino en Lituania en 1987.
- Entrenador de jóvenes en el Instituto Superior Latinoamericano de Ajedrez, ISLA.